# Bertoldi (Lavarone)
Bertoldi è una delle 19 frazioni del comune sparso di Lavarone, posto a 1 200 m s.l.m., ai piedi dei rilievi del monte Tablat. Confina con le frazioni Sténgheli, Azzolini e Slaghenaufi.
Nel paese si trovano alberghi, ristoranti, negozi, campi da  tennis, calcio, bocce. Costituisce l'accesso principale al comprensorio sciistico Lavarone Ski.
Il turismo estivo ed invernale e gli sport ad essi collegati, sono alla base della economia della frazione.

## Stazione sciistica
La stazione sciistica di Bertoldi è essenzialmente sia allo sci alpino ed appartiene al comprensorio Lavarone Ski al quale costituisce il principale accesso. In questa località infatti è presente la seggiovia Tablat nei pressi della quale terminano le piste Tablat (bassa difficoltà) e Le Stock (media difficoltà).
Inoltre è presente un campo scuola per lo sci alpino le cui due brevi piste denominate Cisk 1 e Cisk 2 sono servite da due tapis roulant.
La località è sede anche della Scuola Italiana Sci Lavarone che comprende oltre 40 maestri specializzati in varie discipline tra le quali: sci alpino, snowboard e telemark.
È presente anche una slittinovia, una pista per discesa su gommoni (risalita con tapis roulant) e un parco giochi per bambini sulla neve, Neveland.

## Patrono
Il Santo Patrono di Lavarone è San Floriano, che si festeggia il 4 maggio.